# Eupithecia macellata
Eupithecia macellata är en fjärilsart som beskrevs av Fr 1827. Eupithecia macellata ingår i släktet Eupithecia och familjen mätare. Inga underarter finns listade i Catalogue of Life.